# فيكتور ريفيرا
فيكتور ريفيرا (بالإنجليزية: Victor Manuel Rivera)‏ هو قسيس أمريكي، ولد في 1916 في Peñuelas, Puerto Rico ‏ في الولايات المتحدة، وتوفي في 23 ديسمبر 2005 في فيساليا في الولايات المتحدة.